# Białoruskie Zjednoczenie Chrześcijańsko-Demokratyczne (Polska)
Białoruskie Zjednoczenie Chrześcijańsko-Demokratyczne (biał. Biełaruskaja Chryścijańskaja Demakratycznaja Złucznaść) – białoruska partia polityczna o profilu chrześcijańsko-demokratycznym działająca na terenie północno-wschodnich ziem II RP w latach 1924–1939.
Powstała w 1924 jako „Biełaruskaja Chryścijańskaja Demokracyja”, od 1926 roku funkcjonowała pod nazwę BZChD. Obok „Białoruskiej Włościańsko-Robotniczej Hromady” była największym ugrupowaniem politycznym mieszkających w RP Białorusinów. W 1935 roku przekształciła się w Białoruskie Zjednoczenie Ludowe („Biełaruskaje Narodnaje Abjadnańnie”).

## Program
- Zjednoczenie ziem białoruskich podzielonych między Polskę, RFSRR, BSRR, Łotwę i Ukrainę (jako cel bardziej realny podawano uzyskanie autonomii dla ziem na wschód od linii Curzona)
- Reforma rolna
- Stworzenie państwa o gospodarce centralnie planowanej
- Zagwarantowanie praw języka białoruskiego, rozwój kultury i oświaty białoruskiej

## Udział w wyborach
W wyborach do Sejmu I kadencji ugrupowanie zdobyło 1 mandat (ks. Adam Stankiewicz), w 1928 roku objęło 2 miejsca w sejmie. Wybory do parlamentu IV i V kadencji białoruska chadecja zbojkotowała jak prawie cała opozycja.

## Media
Organem prasowym BZChD (a później BZL) była „Krynica” i „Biełaruskaja Krynica”.

## Czołowi działacze
- ks. Adam Stankiewicz
- Jan Stankiewicz
- Paweł Karuza
- Jan Poźniak
- Adolf Klimowicz
- Albin Stepowicz